# 16e division (armée impériale japonaise)
La 16e division (第16師団, Dai-Jūroku shidan) est une unité d'infanterie de l'armée impériale japonaise. Son nom de code est Division Mur (垣兵団, Kaki-heidan) et son symbole militaire est 16D. Elle est l'une des quatre nouvelles divisions créées à la fin de la guerre russo-japonaise le 1er avril 1905. Elle est plus tard déployée en Mandchourie comme l'ensemble de l'armée japonaise qui ne laisse aucune division au Japon même. Elle est officiellement créée le 18 juillet 1905 et recrute principalement dans la région de Kyoto sous le commandement du lieutenant-général Yamanaka Nobuyoshi.

## Histoire
La 16e division est immédiatement déployée en Mandchourie dès sa création mais le processus de paix de la guerre russo-japonaise a déjà commencé depuis le 6 août 1905 et le traité de Portsmouth est signé le 5 septembre 1905. En conséquence, la 16e division ne participe à aucun combat.
Le 28 mars 1907, le quartier-général de la division est établi dans l'actuelle ville de Takaishi mais est déplacé à Kyoto le 30 octobre 1908. La division est envoyée trois fois en Mandchourie en tant que force de garnison en 1919, 1929 et 1934.
Tandis qu'elle est basée à Kyoto, la division est appelée pour aider aux secours durant les importantes inondations de la rivière Kamo le 28 juin 1935. Pendant trois jours, des sapeurs de la division aident à consolider les digues et construire des ponts temporaires, tandis que plus de 1 000 hommes aident au contrôle du trafic routier et aux efforts de secours à la demande de la ville de Kyoto.
En juillet 1937, les hostilités en Chine provoquent la seconde guerre sino-japonaise. La 16e division, sous le commandement du lieutenant-général Kesago Nakajima, est assignée à la 2e armée comme partie de l'armée régionale japonaise de Chine du Nord. la division participe à la bataille de Shanghai (août-novembre 1937), à la bataille de Nankin (décembre 1937), à la bataille de Xuzhou (janvier 1938), et à la bataille de Wuhan (juillet-octobre 1938). Elle fait partie des unités japonaises impliquées dans le massacre de Nankin. En décembre 1938, la 16e division est incorporée dans la 11e armée.
La division est démobilisée et retourne au Japon en août 1939. Elle est réorganisée en division triangulaire et son 38e régiment d'infanterie est transféré à la nouvelle 29e division. La 16e division réformée est mobilisée et stationnée en permanence au Mandchoukouo en juillet 1940.
La 16e division est assignée à la 14e armée régionale le 6 novembre 1941 et participe à la bataille des Philippines. Elle est plus tard basée à Manille comme force de garnison.
Cependant, à la vue de la détérioration de la situation en août 1944, le quartier-général impérial envoie la 16e division sur l'île de Leyte pour être assignée dans la 35e armée et former une position défensive face aux forces alliées. Le 22 octobre 1944, le quartier-général de la division est placé à Dagami, ce qui contribution à la difficulté de contrôler les troupes du périmètre de défense semi-circulaire de Kananga - Jaro - Tanauan - Tabontabon - Tolosa - Julita - Burauen. La première attaque américaine à Tabontabon est repoussée le 25 octobre 1944 mais les positions sont finalement perdues le 28 octobre 1944 suivies par celle de Tolosa le 29 octobre 1944. Après la chute de Tatontabon, la partie nord des positions japonaises à Jaro est isolée et annihilée le 29 octobre 1944, suivies par celles de Kananga et de Dagami le 30 octobre 1944. Désorganisés et isolés, les survivants de la division se réunissent dans un seul bataillon (environ 500 hommes) le 2 décembre 1944 dans les montagnes au sud-ouest de Dagami. Ce bataillon mène la « bataille des terrains d'aviation » le 6 décembre 1944 en attaquant les pistes d'atterrissage américaines abandonnées sur la côte est de Leyte, ce qui échoue le 9 décembre 1944 malgré un succès initial. Après la capture d'Ormoc par la 77e division américaine le 10 décembre 1944, les survivants de la 16e division (environ 200 hommes à ce moment) reçoivent l'ordre de se désengager et de se replier vers l'ouest. Le commandant de la division, le lieutenant-général Shiro Makino (en), reçoit l'ordre de prendre le contrôle de toutes les forces japonaises restantes sur Leyte après le , et se 17 mars 1945suicide durant la bataille le 10 août 1945. Sur environ 13 000 hommes de la 16e division, seuls 620 survivent à la bataille de Leyte. Au moment de la bataille la division est essentiellement composée de conscrits sursitaires issus des régions de Tokyo et de Kyoto, réalité qui lui donnera le surnom de "division des hommes d'affaires".